# Madagaskar i olympiska vinterspelen 2018
Madagaskar deltog i de olympiska vinterspelen 2018 i Pyeongchang, Sydkorea, med en trupp på en atlet (en kvinna) fördelat på en sport.
Vid invigningsceremonin bars Madagaskars flagga av alpina skidåkaren Mialitiana Clerc.